# رنگ برگ پاییزی

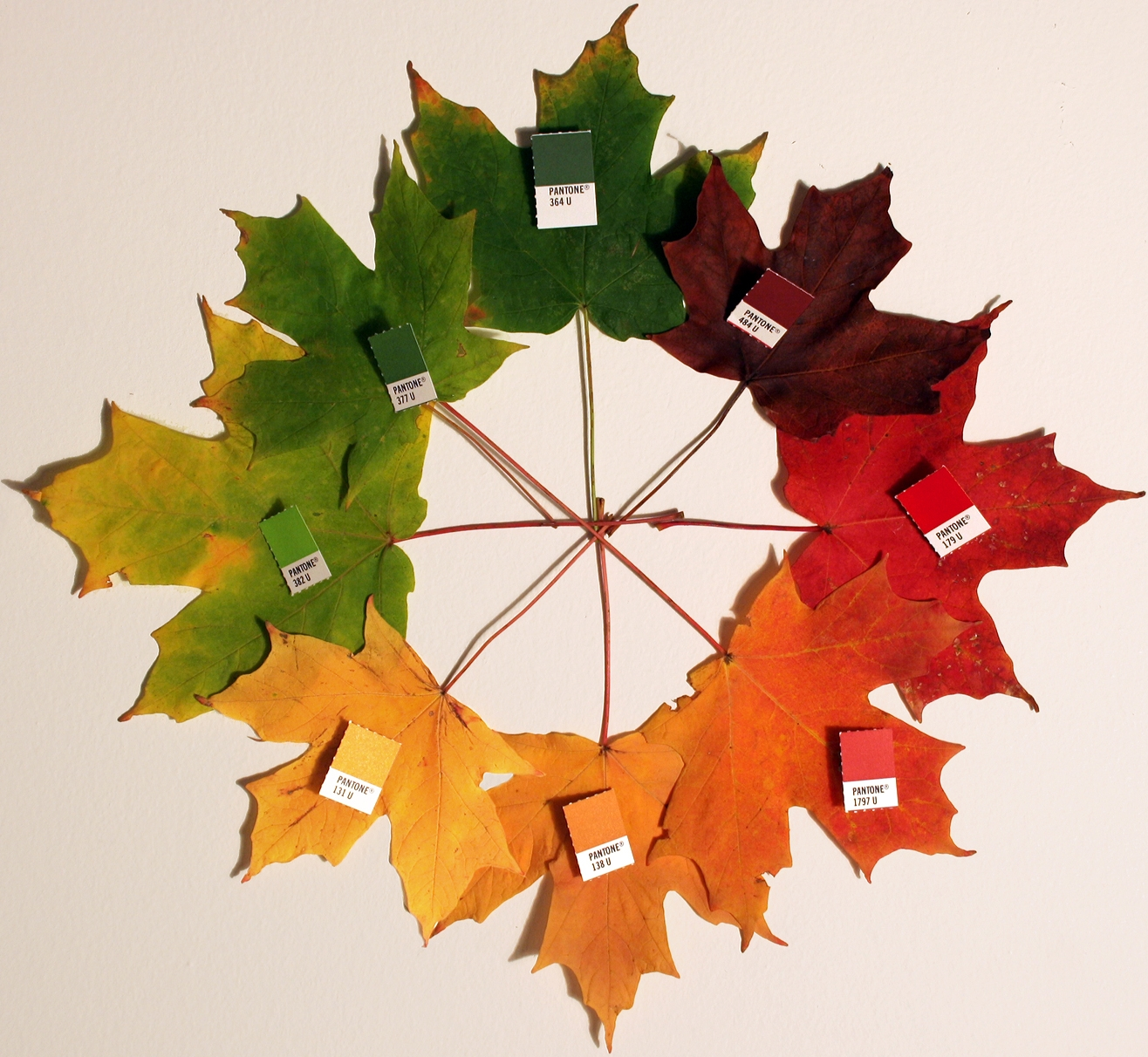
رنگ برگ پاییزی.

رنگ برگ پاییزی به تغییر رنگ برگ درختان برگریز پیش از افتادن برگ در فصل پاییز گفته می‌شود. تغییر رنگ برگ به‌ویژه در چند گونه از انواع درختان افراییان بسیار زیباست.
در نواحی دارای زمستان‌های سرد، رنگ‌های درخشان پاییزی شاخص هستند. با آمدن تدریجی پاییز اما نه ضرورتاً یک یخبندان، کلروفیل‌ها متلاشی شده، رنگ زرد مشخص کاروتن و رنگدانهٔ زانتوفیل را باقی می‌گذارند. به‌علاوه، روزهای سرد آفتابی مناسب تجمع قند در برگ‌ها است، و هر دو حرارت کم و وجود قند، تشکیل آنتوسیانین‌ها که رنگ قرمز به جای می‌گذارند، را افزایش می‌دهند.
در ژاپن به رنگ برگ پاییزی کویو (به ژاپنی: 紅葉 こうよう Kouyou) گفته می‌شود که به معنای برگ قرمز است.